# Chrysichthys
Chrysichthys är ett släkte av fiskar. Chrysichthys ingår i familjen Claroteidae.

## Dottertaxa tillChrysichthys, i alfabetisk ordning[1]
- Chrysichthys acsiorum
- Chrysichthys aluuensis
- Chrysichthys ansorgii
- Chrysichthys auratus
- Chrysichthys bocagii
- Chrysichthys brachynema
- Chrysichthys brevibarbis
- Chrysichthys cranchii
- Chrysichthys dageti
- Chrysichthys delhezi
- Chrysichthys dendrophorus
- Chrysichthys depressus
- Chrysichthys duttoni
- Chrysichthys habereri
- Chrysichthys helicophagus
- Chrysichthys hildae
- Chrysichthys johnelsi
- Chrysichthys laticeps
- Chrysichthys levequei
- Chrysichthys longibarbis
- Chrysichthys longidorsalis
- Chrysichthys longipinnis
- Chrysichthys mabusi
- Chrysichthys macropterus
- Chrysichthys maurus
- Chrysichthys nigrodigitatus
- Chrysichthys nyongensis
- Chrysichthys ogooensis
- Chrysichthys okae
- Chrysichthys ornatus
- Chrysichthys persimilis
- Chrysichthys polli
- Chrysichthys praecox
- Chrysichthys punctatus
- Chrysichthys rueppelli
- Chrysichthys sharpii
- Chrysichthys teugelsi
- Chrysichthys thonneri
- Chrysichthys thysi
- Chrysichthys turkana
- Chrysichthys uniformis
- Chrysichthys wagenaari
- Chrysichthys walkeri